# Coppa Korać 1983-1984
La Coppa Korać 1983-1984 di pallacanestro maschile venne vinta dal Pau-Orthez.

## Risultati

### Turno preliminare
| Team #1             | Agg.      | Team #2                      | Andata | Ritorno |
| ------------------- | --------- | ---------------------------- | ------ | ------- |
| Giants Osnabrück    | 187 - 158 | Īraklīs Salonicco            | 90-63  | 87-95   |
| AEK Atene           | 220 - 153 | Soleuvre                     | 114-72 | 106-81  |
| Csepel              | 167-194   | Eczacıbaşı                   | 90-95  | 77-99   |
| Spartak Pleven      | 164 - 158 | Beşiktaş                     | 99-80  | 65-78   |
| Indesit JuveCaserta | 245 - 142 | Sonex Team Falkirk Edimburgo | 138-62 | 107-80  |

### Primo turno
| Team #1            | Agg.      | Team #2               | Andata | Ritorno |
| ------------------ | --------- | --------------------- | ------ | ------- |
| Giants Osnabrück   | 136 - 159 | Crystal Palace        | 76-101 | 60-58   |
| AEK Atene          | 144 - 158 | Pau-Orthez            | 83-77  | 61-81   |
| Eczacıbaşı         | 155 - 151 | Partizan Belgrado     | 93-72  | 62-79   |
| RUS Mariembourg    | 151 - 189 | Olympique d'Antibes   | 82-83  | 69-76   |
| Spartak Pleven     | 136 - 158 | Bic Trieste           | 71-74  | 65-83   |
| Verviers-Pepinster | 162 - 184 | Stella Rossa Belgrado | 89-95  | 73-89   |
| Olympiacos Pireo   | 0 - 4     | CAI Saragozza         | 0-2    | 0-2     |
| İTÜ Istanbul       | 0 - 4     | ASPO Tours            | 0-2    | 0-2     |
| Zadar              | 199 - 159 | Standard Liegi        | 104-81 | 95-78   |
| Aarschot           | 184 - 187 | PAOK Salonicco        | 87-74  | 97-113  |
| Hapoel Ramat Gan   | 169 - 180 | Indesit JuveCaserta   | 103-72 | 66-108  |
| Rapid Bucarest     | 145 - 171 | Maccabi Ramat Gan     | 71-79  | 74-92   |
| Keravnos           | 111 - 214 | Carrera Reyer Venezia | 48-108 | 63-106  |

### Quarti di finale
Šibenka, Star Varese e Moderne Le Mans ammesse direttamente al turno successivo.

#### Gruppo A
|    | Squadra               | G | V | P | PF  | PS  | Dif | P.ti |
| -- | --------------------- | - | - | - | --- | --- | --- | ---- |
| 1. | Olympique d'Antibes   | 6 | 5 | 1 | 466 | 452 | +14 | 11   |
| 2. | Maccabi Ramat Gan     | 6 | 4 | 2 | 502 | 498 | +4  | 10   |
| 3. | Carrera Reyer Venezia | 6 | 3 | 3 | 497 | 482 | +15 | 9    |
| 4. | Crystal Palace        | 6 | 0 | 6 | 444 | 477 | -33 | 6    |

#### Gruppo B
|    | Squadra       | G | V | P | PF  | PS  | Dif  | P.ti |
| -- | ------------- | - | - | - | --- | --- | ---- | ---- |
| 1. | CAI Saragozza | 6 | 6 | 0 | 574 | 474 | +100 | 12   |
| 2. | ASPO Tours    | 6 | 3 | 3 | 504 | 511 | -7   | 9    |
| 3. | Bic Trieste   | 6 | 2 | 4 | 444 | 473 | -29  | 8    |
| 4. | Šibenka       | 6 | 1 | 5 | 493 | 557 | -65  | 7    |

#### Gruppo C
|    | Squadra        | G | V | P | PF  | PS  | Dif | P.ti |
| -- | -------------- | - | - | - | --- | --- | --- | ---- |
| 1. | Pau-Orthez     | 6 | 4 | 2 | 503 | 481 | +22 | 10   |
| 2. | Zadar          | 6 | 4 | 2 | 541 | 524 | +17 | 10   |
| 3. | Star Varese    | 6 | 2 | 4 | 524 | 527 | -3  | 8    |
| 4. | PAOK Salonicco | 6 | 2 | 4 | 449 | 485 | -36 | 8    |

#### Gruppo D
|    | Squadra               | G | V | P | PF  | PS  | Dif | P.ti |
| -- | --------------------- | - | - | - | --- | --- | --- | ---- |
| 1. | Stella Rossa Belgrado | 6 | 5 | 1 | 553 | 527 | +26 | 11   |
| 2. | Moderne Le Mans       | 6 | 3 | 3 | 530 | 532 | -2  | 9    |
| 3. | Eczacıbaşı            | 6 | 2 | 4 | 530 | 546 | -16 | 8    |
| 4. | Indesit JuveCaserta   | 6 | 2 | 4 | 524 | 532 | -8  | 8    |

### Semifinali
| Team #1               | Agg.      | Team #2             | Andata  | Ritorno |
| --------------------- | --------- | ------------------- | ------- | ------- |
| Pau-Orthez            | 144 - 139 | Olympique d'Antibes | 75-68   | 69-71   |
| Stella Rossa Belgrado | 217 - 208 | CAI Saragozza       | 130-100 | 87-108  |

### Finale
| Team #1    | Ris.    | Team #2               |
| ---------- | ------- | --------------------- |
| Pau-Orthez | 97 - 73 | Stella Rossa Belgrado |

| Coppa Korać 1983-1984 |
| --------------------- |
| Orthez 1º titolo      |

## Formazione vincitrice
| N° | Naz.                   | Ruolo | Sportivo          |  | Alt. |  |
| -- | ---------------------- | ----- | ----------------- |  | ---- |  |
| 4  | Francia (bandiera)     | P     | Pascal Laperche   |  |      |  |
| 5  | Francia (bandiera)     | AP    | Didier Gadou      |  |      |  |
| 6  | Francia (bandiera)     | G     | Christian Ortéga  |  |      |  |
| 8  | Francia (bandiera)     | AG    | Philippe Laperche |  |      |  |
| 9  | Francia (bandiera)     | G     | Frédéric Hufnagel |  |      |  |
| 10 | Stati Uniti (bandiera) | AC    | Lindsay Hairston  |  |      |  |
| 11 | Francia (bandiera)     | AP    | Benkali Kaba      |  |      |  |
| 12 | Francia (bandiera)     | A     | Alain Gadou       |  |      |  |
| 13 | Stati Uniti (bandiera) | P     | John McCullough   |  |      |  |
| 14 | Stati Uniti (bandiera) | AG    | Paul Henderson    |  |      |  |
| 15 | Francia (bandiera)     | C     | Mathieu Bisséni   |  |      |  |
|    | Francia (bandiera)     | All.  | George Fischer    |  |      |  |